# Català-valencià-balear
Català-valencià-balear és la denominació utilitzada per l'Ethnologue per a la llengua catalana. Si bé la denominació científica sovint utilitzada, amb diferència, és català, aquesta és la denominació sincrètica més estesa en l'àmbit acadèmic. Josep Calveras el fa servir per primera vegada en 1925, en la seua obra La reconstrucció del llenguatge literari català:
«Català-valencià-balear seria el [nom] propi i a tothom acontentaria, si no fos que és massa llarg, i que de fet els filòlegs […] han pres el costum de dir-ne breument: llengua catalana.»
No obstant això, en àmbits normatius i literaris, així com popular i oficialment en el País Valencià, rep el nom de valencià, situació recollida per l'Acadèmia Valenciana de la Llengua (AVL), institució lingüística en aquesta comunitat autònoma.
En 1963 s'acabà la publicació (preparada des de l'any 1900 i començada el 1926) del Diccionari català-valencià-balear, obra d'Antoni Maria Alcover i Francesc de Borja Moll, que és considerat un dels més complets i detallats diccionaris d'aquest idioma, juntament al diccionari normatiu de l'IEC, especialment pel seu gran cabdal lèxic diatòpic. D'aquesta denominació, l'any 1978 sorgiria el terme de cavabà o cavabànic, anàleg al de bacavés, en el Manifest de la Llengua Cavabana al setmanari Hoja del Lunes de Palma, al periòdic Terres Catalanes de Perpinyà i a la revista Ponent quaderns literaris de Mallorca.